# Кайрат Молдасєїтов
Молдасєїтов Кайрат Кусейнович (каз. Молдасеитов Қайрат Кусейнович; 18 січня 1967, Казахська РСР) — аким м. Шимкент.

## Біографія
Місце народження: Казахська Радянська Соціалістична Республіка.  
Володіння мовами:
- Казахська, російська

Освіта, спеціальність (кваліфікація), ліцензії:
- Казахський сільськогосподарський інститут (1991), Інженер лісового господарства;
- Казахський державний юридичний університет (2000), Юрист

Досвід роботи:
- Директор Товариства з обмеженою відповідальністю (ТОВ) «Кунгей»(1992-1995);

- Заступник директора ТОВ «Трансмарс» (1995-2000);

- Заступник директора ТОВ «Кіт Со» (2002-2004);

- Президент ТОВ «Кіт Со» и ТОВ «Отау строй» (2004-2009);

- Аким міста Туркестан Південно-казахстанської області (07.2009-04.2012);

- Аким міста Шимкент Південно-казахстанської області (з квітня 2012 року)

Виборні посади, депутатство:
- Депутат Південно-казахстанського обласного масліхата (2007-2009).